# Ant Strachan
Anthony Duncan Strachan (Te Awamutu, 7 giugno 1966) è un ex rugbista a 15 e dirigente sportivo neozelandese, in carriera attivo nel ruolo di mediano di mischia e successivamente dirigente presso la franchise dei Blues in Super Rugby.

## Biografia
Nativo della regione di Waikato, fu a Otago che Strachan iniziò a muovere i primi passi nel rugby di primo livello, nel campionato provinciale nazionale; dopo due stagioni, e sei incontri, con tale provincia, passò ad Auckland nel 1989; lì, seppure con pochi incontri disputati, fu convocato dal C.T. della Nazionale neozelandese Laurie Mains ed esordì in un test match contro un XV internazionale in una partita per il centenario della Federazione.
Nel 1993 passò a North Harbour, e due anni più tardi prese parte alla Coppa del Mondo di rugby 1995 in Sudafrica.
Passato professionista, fu cinque stagioni in Giappone presso i Kaneka Chemicals di Kōbe; tornato in Nuova Zelanda dopo il ritiro è divenuto direttore sportivo, guidando da team manager per sette stagioni, dal 2004 al 2010, i Blues; successivamente è divenuto responsabile dell'accademia di alto livello della provincia rugbistica di Auckland.